# Lissonota occidentalis
Lissonota occidentalis är en stekelart som först beskrevs av Cresson 1870.  Lissonota occidentalis ingår i släktet Lissonota och familjen brokparasitsteklar. Inga underarter finns listade i Catalogue of Life.